# The Fool (album)
Pour les articles homonymes, voir The Fool (homonymie).
Albums de Warpaint
Exquisite Corpse
(2008) Warpaint
(2014)
The Fool est le premier album du groupe Warpaint. Les deux premiers singles extraits de cet album sont Undertow et Shadows. Il s’est classé en 176e place des ventes aux États-Unis (Billboard 200) et à la 41e au Royaume-Uni (UK Albums Chart).

## Liste des chansons
Toutes les chansons sont écrites et composées par Warpaint.
| 1.    | Set Your Arms Down    | 5:05 |
| 2.    | Warpaint              | 5:54 |
| 3.    | Undertow              | 5:53 |
| 4.    | Bees                  | 4:25 |
| 5.    | Shadows               | 4:08 |
| 6.    | Composure             | 4:58 |
| 7.    | Baby                  | 5:03 |
| 8.    | Majesty               | 6:35 |
| 9.    | Lissie's Heart Murmur | 5:12 |
| 47:19 |                       |      |

## Musiciens
- Jenny Lee Lindberg – basse
- Emily Camille Kokal – guitare, chant
- Theresa Becker Wayman – guitare, chant
- Stella Mozgawa – batterie

## Enregistrement
- Warpaint - producteur
- Tom Biller - ingénieur du son/producteur
- Adam Samuels - mixeur

## Pochette
- Pierre Ziegler - Art designer.